# Рододендрон юньнаньский
Рододе́ндрон юньна́ньский (лат. Rhododéndron yunnanénse) — листопадный или вечнозелёный кустарник, вид рода Рододендрон (Rhododendron) семейства Вересковые (Ericaceae).

## Ботаническое описание
Рододендрон юньнаньский — ветвистый листопадный, полувечнозелёный или вечнозелёный кустарник или, редко, небольшое дерево, достигающее 1—2 (иногда 4—6) м в высоту. Молодые веточки мелкочешуйчатые, опушённые или вовсе голые. Листья до 7 см длиной и до 3 см шириной, эллиптические, реже от ланцетовидных до обратнояйцевидных, с цельным краем, с клиновидным основанием и заострённым концом. Верхняя поверхность листовой пластинки (хотя бы по средней жилке) и черешок ворсисто-опушённые.
Соцветие кистевидное или зонтиковидное, рыхлое, состоит из 3—6 цветков. Венчик ширококолокольчатый, белый, краснованый или светло-сиреневый, внутри с красно-коричневыми или желтовато-зелёными пятнышками. Чашечка маленькая, дисковидная или разделённая 5 чашелистиков, обычно волосистая. Завязь чешуйчатая, пестик голый.
Плод — цилиндрическая коробочка 6—20 мм длиной.

## Экология
Рододендрон образует заросли в горных хвойных и смешанных лесах с сосной, пихтой, елью и дубом. Произрастает на высоте от 1600 до 4000 м над уровнем моря.

## Ареал
Рододендрон юньнаньский распространён в Восточной Азии — северо-восточной Мьянме, китайских провинциях Юньнань, Сычуань и Гуйчжоу.

## Значение
Выведено множество декоративных сортов рододендрона юньнаньского. Один из них, Rhododendron yunnanense 'Openwood', был удостоен Award of Garden Merit.

## Таксономия

### Синонимы
- Rhododendron aechmophyllum Balf.f. & Forrest, 1926
- Rhododendron hormophorum Balf.f. & Forrest, 1920
- Rhododendron chartophyllum Franch., 1895
- Rhododendron chartophyllum f. praecox Diels, 1912
- Rhododendron shaanxiense W.P.Fang & Z.J.Zhao, 1982
- Rhododendron suberosum Balf.f. & Forrest, 1926